# Joyce DiDonato
Joyce DiDonato, el seu cognom de soltera és Flaherty (Prairie Village, Kansas, 13 de febrer de 1969), és una mezzosoprano de coloratura estatunidenca que s'ha especialitzat en rols de Mozart, Händel i Rossini.
És una de les mezzosopranos més sol·licitades de l'actualitat, successora de les seves compatriotes Frederica von Stade i Susan Graham. Va guanyar el Premi Beverly Sills el 2007.

## Biografia
Graduada a la Universitat de Wichita, va prosseguir els estudis de cant en l'AVA de Filadèlfia i el programa d'aprenents de l'Òpera De Santa Fe, on va ser guardonada com a Outstanding Apprentice Artist actuant en l'estrena mundial de l'òpera Modern Painters de David Lang. Fou Young Artist a l'Òpera de Houston i a l'Òpera de San Francisco. El 1998 va guanyar el segon premi en el concurs Operalia i al de George London.
Va debutar a l'Òpera de Houston a Resurrection de Tod Machover i en l'estrena deLittle Woman de Mark Adamo, va cantar Cherubino en l'Òpera de Santa Fe i L'italiana in Algeri. El 2000 va debutar a La Scala de Milà a La Cenerentola de Rossini i a París amb la Missa en si menor de Bach. El 2001-2002 va cantar Dorabella de Così fan tutte amb la Washington National Opera, la De Nederlandse Opera com a Sesto a Giulio Cesare, a l'Òpera de París com a Rosina i a la Bayerische Staatsoper dirigida per Zubin Mehta guanyant el premi Richard Tucker.
Va cantar a la New York City Opera com a Sister Helen a Dead Man Walking de Jake Heggie i al Covent Garden com a Zlatohrbitek a La guineueta astuta de Leoš Janáček amb John Eliot Gardiner, Tokyo, Pesaro, Seattle i el debut al Carnegie Hall amb la Missa en si menor de Bach dirigida per Peter Schreier.
Com a Rosina va cantar a l'Òpera de San Francisco i a la Houston Grand Opera, Londres, Ais de Provença, a la Hollywood Bowl i a la posada en escena de Luca Ronconi d'El barber de Sevilla Rossini en el Festival Rossini de Pesaro i Bolonya, Sesto a La clemenza di Tito a Ginebra, Cendrillon de Massenet a Santa Fe, Dejanira d'Hèracles en el Barbican Centre de Londres, el compositor a Ariadne auf Naxos de Richard Strauss al Teatro Real de Madrid. El 2006 va ser guardonada amb el Royal Philharmonic Society Singer Award.
El 2006 va cantar el seu primer Octavian a Der Rosenkavalier amb l'Òpera de San Francisco al costat de Soile Isokoski i Miah Persson dirigides per Donald Runnicles, i va debutar al Gran Teatre del Liceu de Barcelona i la Lyric Opera Of Chicago.
Va debutar al Metropolitan Opera amb la producció de Jonathan Miller de Les noces de Fígaro al costat de Luca Pisaroni i Peter Mattei el novembre de 2005, tornant en la temporada 2007 com a Rosina a El barber de Sevilla una altra vegada al costat de Peter Mattei i Juan Diego Flórez, obtenint un rotund èxit.
Durant la seva tornada al Covent Garden com a Rosina la temporada 2008-2009 va relliscar en escena trencant-se el peroné, les cinc funcions següents les va fer en cadira de rodes.
Casada en segones núpcies amb el director orquestral Leonardo Vordoni, manté el seu previ cognom com a nom artístic i viu a Kansas City.